# 普供養真言
普供養真言とは、仏教における真言の一つ。「大虚空蔵普供養真言」ともいわれる。虚空のように果てしなく無尽蔵に広がる供養があるといわれている。また、この真言の後に変食真言を唱えるとよいとされている。